# Château de Cillery
Le château de Cillery est un château construit au XIXe siècle sur la commune de Jassans-Riottier, à vingt-cinq kilomètres de Lyon et aux portes ouest de la Dombes.

## Histoire
Le château de Cillery a été conçu et construit en 1860 par et pour Benoît Poncet, un architecte lyonnais (1806 † 1881). De 1864 à 1866 il a été agrandi passant de 16 à 27 ouvertures imposables. Benoît Poncet, qui fit construire l’église de Jassans y est enterré avec sa femme et son fils.

## Architecture
Le château de Cillery a été qualifié de bijou de la Saône[réf. nécessaire]. C’est un édifice en pierre et brique à plan en U au logis précédé d’une terrasse et aux ailes postérieures symétriques qui abritent les communs délimitant une cour.

## Parc et jardins
Le parc paysager en légère pente, de sept hectares est dû au pépiniériste horticulteur François Treyve. Il est planté de 680 arbres de 38 essences différentes. Le parc comporte des fabriques de verdure, des pergola, et une serre qui possède un jardin d’hiver en rotonde. 
Il ne se visite pas.